# Naturwaldreservat Brunnstube
Koordinaten: 49° 51′ 45″ N, 10° 30′ 11″ O

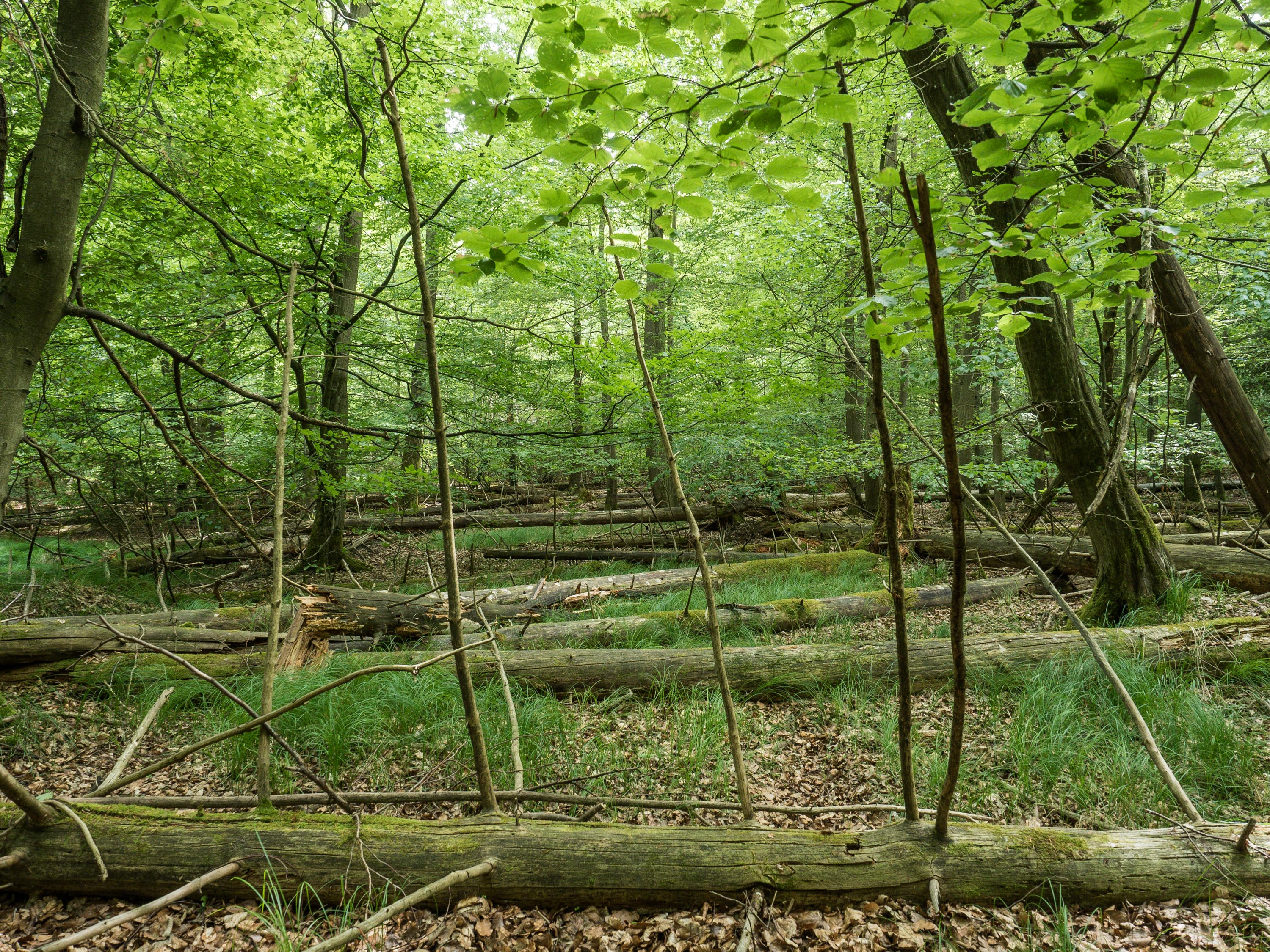
Naturschutzgebiet Naturwaldreservat Brunnstube (Mai 2015)

Das Naturschutzgebiet Naturwaldreservat Brunnstube liegt auf dem Gebiet des Marktes Ebrach im Landkreis Bamberg in Oberfranken.
Das 49,15 ha große Gebiet mit der Nr. NSG-00589.01, das im Jahr 2001 unter Naturschutz gestellt wurde, erstreckt sich nördlich des Kernortes Ebrach. Am südlichen Rand des Gebietes verläuft die St 2258 und fließt der Harbach, südlich verläuft die B 22.

## Bedeutung
Es handelt sich um naturnahe und charakteristische Laubwaldgesellschaften: großflächige, unzerschnittene, störungsarme und strukturreiche Laubmischwälder mit naturnaher standortheimischer Baumartenzusammensetzung.